# 이오인 맥카시
오언 매카시(Eoin McCarthy, 1963년 1월 1일 ~ )는 아일랜드의 배우이다.
던레러에서 태어났다.

## 영화
- 모 (2010년)
- 남주기 아까운 그녀 (2008년)
- 에이리언 VS. 프레데터 (2004년)
- 프린스 윌리엄 (2002년)
- 검사관 피트의 미스터리 (1998년)
- 007 네버 다이 (1997년)
- 랜드 앤 프리덤 (1995년)
- 인생 이야기 (1993년)
- 더 빌 (1984년)